# Atrapa la bandera
Atrapa la bandera (Nederlands: Race naar de Maan) is een Spaanse digitale animatiefilm uit 2015 van Paramount Pictures en Lightbox Entertainment. De film is geregisseerd door Enrique Gato, bekend van de animatiefilm Ted en de schat van de mummie. Het scenario is van de hand van Patxi Amezcua.
De film kreeg in 2016 de prijs voor beste animatiefilm bij de Goya-filmprijzen.

## Stemverdeling
| Acteur           | Personage          |
| ---------------- | ------------------ |
| Carme Calvell    | Mike Goldwing      |
| Dani Rovira      | Richard Carson III |
| Michelle Jenner  | Amy González       |
| Javier Balas     | Marty Farr         |
| Camilo García    | Frank Goldwing     |
| Fernando Cabrera | Steve Gigs         |
| Xavier Casan     | Bill Gags          |